# 关注家庭组织
关注家庭（Focus on the Family；缩写：FOTF或FotF）是美国科罗拉多州科罗拉多斯普林斯的一个原教旨主义新教组织，由詹姆斯·多布森在1977年创立。它自称是一个教会。
该组织以反对LGBT权利出名，认为那是“撒旦邪恶的谎言”，因此受到科学家批评。它制作了《奥德赛历险记》（Adventures in Odyssey）等节目宣传其观点。